# 控制论：或关于在动物和机器中控制和通信的科学
《控制论：或关于在动物和机器中控制和通讯的科学》（英語：Cybernetics: Or Control and Communication in the Animal and the Machine）是諾伯特·維納于1948年出版的著作，出版自麻省理工学院出版社，1961年出版了第二版，进行了较小的更改并增加了两个章节。本书被认为是控制论的奠基之作，标志着控制论的正式诞生，也确定了諾伯特·維納控制论的奠基人的地位。维纳之前曾于1943年在《行为、目的和目的论》中借用1845年安培创造的新词汇“Cybernetics”提出“控制论”这个概念，把生物的有目的的行为类比进机器的运作，阐明了控制论的基本思想。本书内容则涵盖了自动控制、傳播學、电子技术、无线电通讯、神经生理学、心理学、医学、数理逻辑、计算机技术和统计力学等多种学科，进一步阐述了关于控制论想法的思考，是二战后美国跨学科研究的一个早期代表。

## 内容简介

### 简介
维纳指出，本书中这些思想源于在哈佛医学院举行的为期十年的系列会议，在该会议上医学科学家和医师与数学家，物理学家和工程师一起讨论科学方法。他详细介绍了他的思想的跨学科性质，并参考了他与Vannevar Bush和他的差分分析仪（原始模拟计算机）的合作，以及他对未来数字计算机的功能和设计原理的早期想法。他将控制论分析的起源追溯到莱布尼兹（Leibniz）哲学，并引用了他关于普遍象征主义和推理演算的著作。

### 牛顿时间与伯格森时间
本章的主题是探索由牛顿力学控制的时间可逆过程与根据热力学第二定律的时间不可逆过程之间的对比。在开篇中，他将天文学的可预测性与气象学所面临的挑战区分开来，并展望了混沌理论的未来发展。他指出，实际上，即使在天文学的情况下，行星之间的潮汐力也会在宇宙学时间跨度上造成一定程度的衰减，因此严格来讲牛顿力学并不精确地适用。

## 版本
- 1948年 第一版  共八章。
- 1961年 第二版  分两部分，第一部分 八章 是原版内容。第二部分 新增两章 2000年 第十次印刷[6]。
- 简体中文译本：. 第一推动丛书#综合系列. 湖南科学技术出版社. 2022. ISBN 9787571015671.